# Siedlung Feldhaushof
Die Wohnsiedlung Feldhaushof liegt im Essener Stadtteil Huttrop und wurde aufgrund der Wohnungsknappheit nach dem Ersten Weltkrieg errichtet. Die Einbettung in umfangreiche Grünanlagen nach Plänen des Architekten Josef Rings bildete zur Zeit der Entstehung eine Besonderheit.

## Geschichte
Der Name Feldhaushof leitet sich vom Gutsbesitzer Heinrich Feldhaus des Feldhaushofes zu Stoppenberg ab, dem der bereits im 16. Jahrhundert erwähnte Lueghof von 1867 bis 1876 gehörte. Die Gebäude des Lueghofes lagen etwa im Bereich der heutigen Kreuzung Luegstraße/Feldhauskamp inmitten der heutigen Wohnsiedlung Feldhaushof.
Nach dem Ersten Weltkrieg gründete die Stadt Essen am 17. April 1919 die Allgemeiner Bauverein Essen AG (Allbau), um der Wohnungsnot entgegenzuwirken. Die erste Wohnsiedlung, die die Allbau AG errichtete, war die Siedlung Feldhaushof. Sie wurde danach an die am 11. Januar 1921 gegründete Wohnungsgenossenschaft Feldhaushof eGmbH Essen zur genossenschaftlichen Selbstverwaltung durch die Bewohner übergeben. Die Siedlung Feldhaushof blieb einziger Besitz der Genossenschaft. 1931 wurde deren Satzung geändert, um die Gemeinnützigkeit aufrechtzuerhalten und gleichzeitig den Neubau von Wohnungen mit aufzunehmen. 1942 schlossen sich, politisch und wirtschaftlich von den  Nationalsozialisten motiviert, elf eigenständige Wohnungsbaugenossenschaften, darunter auch die Wohnungsgenossenschaft Feldhaushof eGmbH Essen in der neuen Siedlungsgenossenschaft Essen-Ost eGmbH zusammen. Seit 1959 trägt sie den Namen GEWOBAU.

## Charakter
Unter dem internen Arbeitstitel Allbau 1 wurden zu Beginn der 1920er Jahre 184 Wohnungen in 140 Häusern im Stil der Neuen Sachlichkeit errichtet, entworfen vom Architekten Josef Rings. In Anlehnung an den bereits in Essen verbreiteten Krupp´schen Wohnungsbau, der zu dieser Zeit als vorbildlich angesehen wurde, war die Siedlung Feldhaushof in umfangreiche Grünanlagen eingebettet. Dabei waren die Wohnungen für das „einfache Volk“, nicht für Wohlhabende, vorgesehen.